# Transplante de pulmão
Transplante de pulmão é um procedimento cirúrgico no qual um pulmão é transplantado para outra pessoa.
O transplante pulmonar é uma terapia bem estabelecida para pacientes com doença pulmonar avançada. A avaliação do candidato para o transplante é uma tarefa complexa que envolve uma equipe multidisciplinar que acompanha o paciente para além do período pós-operatório. O tempo médio atual em lista de espera para transplante pulmonar é de aproximadamente 18 meses no estado de São Paulo. Em 2014, dados da Associação Brasileira de Transplante de Órgãos mostram que 67 transplantes pulmonares foram realizados no Brasil e que 204 pacientes estavam na lista de espera para transplante pulmonar. O transplante pulmonar é principalmente indicado no tratamento de DPOC, fibrose cística, doença intersticial pulmonar, bronquiectasia não fibrocística, Pneumotórax, Fibrose pulmonar, e hipertensão pulmonar.